# Валентин Фъртунов
Валентин Иванов Фъртунов е български писател, издател и журналист. Автор и водещ на телевизионното предаване „10-а степен по Рихтер“ по СКАТ.

## Биография
Завършва Английската езикова гимназия в Бургас. Завършва магистратура в Софийския университет „Св. Климент Охридски“.
До 1990 г. работи като кореспондент на вестник „Народна младеж“. Има над четири хиляди журналистически публикации, включително във вестниците „Антени“, „Земеделско знаме“, „Учителско дело“, „Горско дело", „Полет“ и списанията „Общество и право“, „Отечество“, „Криле“ и други.
През 1990 г. в съдружие с поета Николай Искъров основава издателство „Делфин прес“, добило особена популярност с поредицата си „Световни речници и енциклопедии“ в областта на финансите, маркетинга, мениджмънта, търговското право, банковото и застрахователно дело — над трийсет тома, покриващи повече от петдесет хиляди термина в областта на икономиката, с което се поставя началото на новия българския бизнес език. Издателството публикува и редица западни автори като Джон льо Каре, Джефри Арчър, Доминик Дън, Рекс Стаут, Харолд Робинс, д-р Алекс Комфърт и други.
Валентин Фъртунов е сред пионерите на директния маркетинг в България. През есента на 1990 г. чрез публикуване на около 5 млн. купона в ежедневниците изгражда първата българска маркетингова база данни и създава отдел за директни продажби на издателство „Делфин прес“, който впоследствие бива регистриран като дъщерна фирма за директен маркетинг „АБ-Директ“ (понастоящем „АБД“ ЕООД). След 1997 „АБ-Директ“ излиза на световния пазар за директни продажби, влизайки в британската верига Publishers Direct и се специализира в ревизия и чистене на клиентски бази данни и адресни списъци.
През 2005 г. излиза високотехнологичният му геополитически трилър „Операция Vox Dei“, а малко след това и трилърът „Бастет“.
За него Рубен Лазарев пише във вестник „Култура“: „...За евентуалния успех на българска книга извън България, ще спомена „Операция Vox Dei“ и „Бастет“ на Валентин Фъртунов. Ако има в България автор на трилъри, които биха пожънали успех на международна сцена, то смятам него за такъв... Писане между Гришам и Балдачи...“.
В края на 2007 г. издава „Мистерия по Рождество“.
През октомври 2011 г. е избран за общински съветник в Бургас от листата на Национален фронт за спасение на България.
От май 2010 г. до смъртта си е водещ на предаването „10-а степен по Рихтер“ в телевизионния канал СКАТ, насочено към авторски коментари върху международните отношения.
Валентин Фъртунов е семеен с три деца.